# Burn (Mobb Deep)
Burn è il primo singolo del gruppo rap statunitense Mobb Deep estratto dall'album "Infamy". È stato prodotto da Havoc e vi hanno partecipato Big Noyd e la rapper Vita (famosa per le sue varie partecipazioni a singoli di artisti della The Inc. Records).

## Descrizione
La canzone è presente nell'album con il titolo di "The Learning (Burn)" e il suo testo è stato scritto dagli stessi Havoc, Prodigy, Vita e Big Noyd. La prima strofa è rappata da Havoc, la seconda da Big Noyd e la terza da Prodigy, mentre Vita canta il ritornello.
"Burn" ha raggiunto la posizione n.99 nella chart Billboard Hot 100 (rivelandosi qui un insuccesso), la n.56 nella Hot R&B/Hip-Hop Songs e la n.14 nella Hot Rap Tracks.

## Video musicale
Il videoclip è stato girato in bianco e nero e si svolge per la maggior parte della sua durata in un ampio salone in cui i Mobb Deep e Big Noyd, vestiti in abiti invernali, cantano su di un palco di fronte a molte persone.

## Tracce
Lato A
1. Burn (Clean Version)

Lato B
1. Burn (Dirty Version)
2. Burn (Instrumental)

## Classifiche
| Chart (2001-2002)                     | Posizione massima |
| ------------------------------------- | ----------------- |
| Billboard Hot 100 (USA)               | 99                |
| Billboard Hot R&B/Hip-Hop Songs (USA) | 56                |
| Billboard Hot Rap Tracks (USA)        | 14                |